# Tripod
| Tripod |                                                                     |
| --- | ------------------------------------------------------------------- |
| Tripod för kamera Tripod (trepunktslavett) för kulspruta. Observera att tripoden inte är symmetrisk. Del av: Stativ \| Monopod Bipod Tripod \| – (enbensstöd/stativ) – (tvåbensstöd/stativ) – (trebensstöd/stativ) \| |                                                                     |
| Monopod Bipod Tripod | – (enbensstöd/stativ) – (tvåbensstöd/stativ) – (trebensstöd/stativ) |

En tripod (av latinets tri och pedes, ”tre fötter”), alternativt trebensstöd, trebensstativ eller bara "trefot", är ett stöd eller stativ med tre ben/fötter. Militärt förekommer även benämningen trepunktslavett och liknande (se lavett).
Tripoder används bland annat fotografering och lavetter för till exempel tunga kulsprutor. Fördelen med ett trebent stativ står stabilt på alla fasta underlag.

## Kärl och behållare
I arkeologiskt material hittar man gott om exempel på kärl i form av tripoder. Mest kända är tripoder från Kina men det finns också gott om exempel från Grekland och Mesoamerika. Dessa kärl har använts som offerkärl, kokkärl, kittlar, gravurnor och hushållskärl och de har ibland en genomarbetad dekor. Från Kina finns tripoder i keramik från de tidigaste neolitiska kulturerna Cishan och Peiligang vilka går tillbaks till tiden 6000-7000 f. Kr. De mest kända tripoderna från Kina är offerkärlen i brons vilka är kända under beteckningen "ding", se Nio tripodkittlar. De förekommer även i keramik och det finns dings med fyra ben.
Även i modern tid har dessa tripoder stort symboliskt värde i Kina vilket kan illustreras med den gåva den kinesiska centralregeringen gav till regeringen i delstaten Xinjiang för att uppmärksamma 50-årsdagen år 2005. Det var ett traditionellt offekärl, en tripod i brons som sades symbolisera sammanhållning.
I det antika Grekland användes tripoder ofta för att ge stöd till olika grekiska vaser, kittlar och andra typer av kärl med olika användningsområden, inte minst i religiösa sammanhang.
Från Mesoamerika finns tripoder från flera av de förcolumbiska kulturerna. Typiska tripoder är de cylindriska kärlen från den förhistoriska staden Teotihuacán.

## Bildgalleri

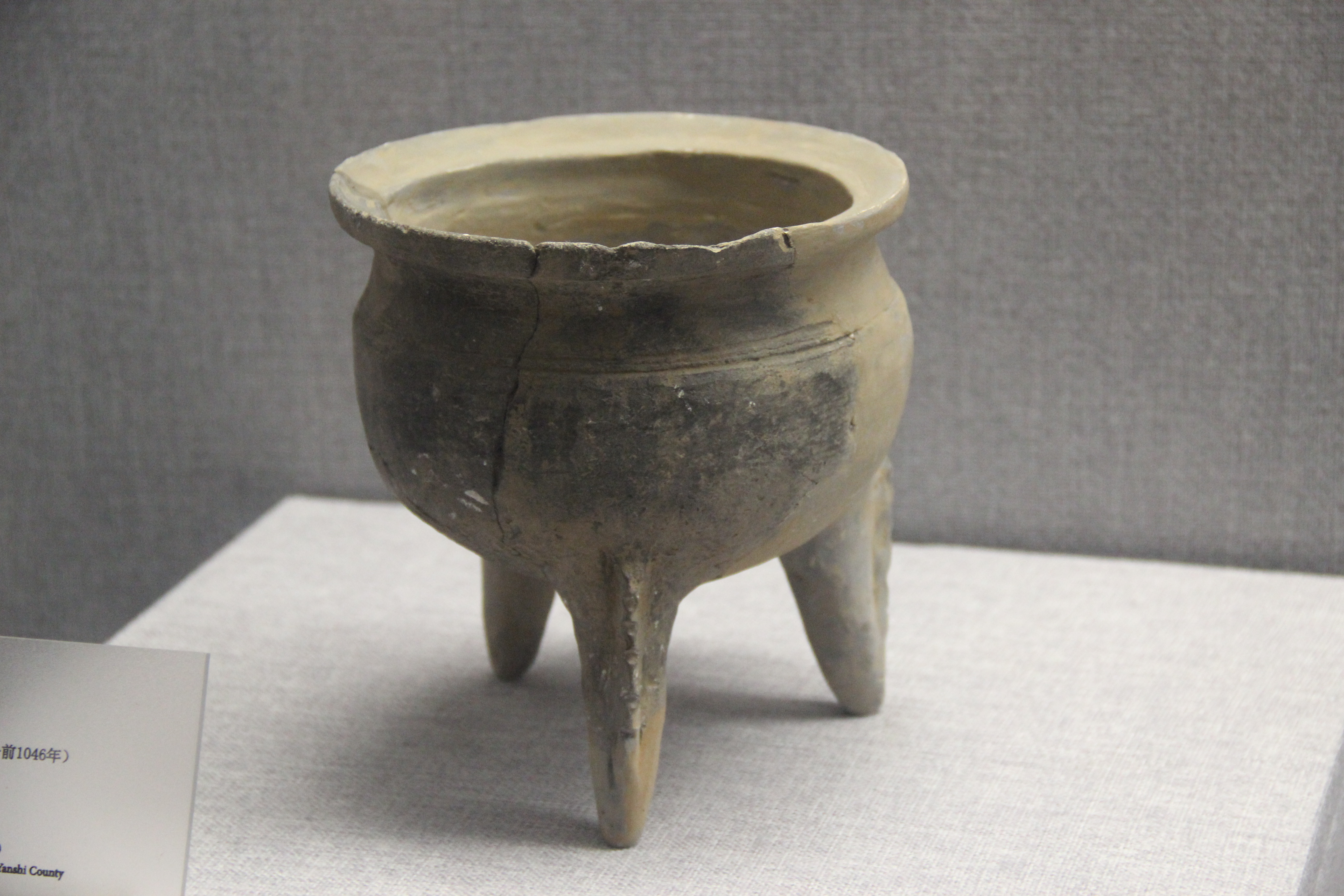
Kinesiskt tripodkärl från Suidynastin.
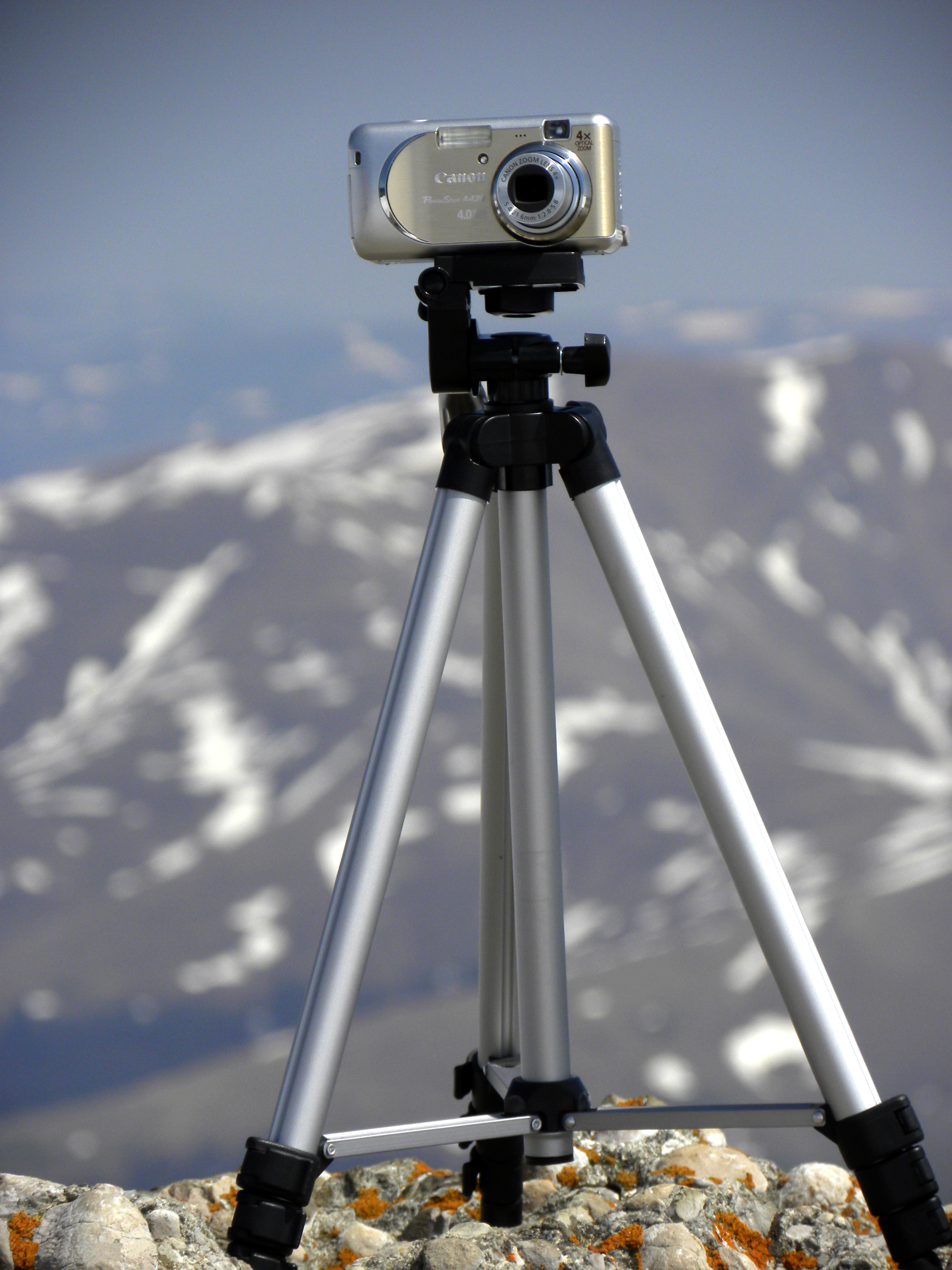
Kamerastativ är ofta utformade som tripoder.
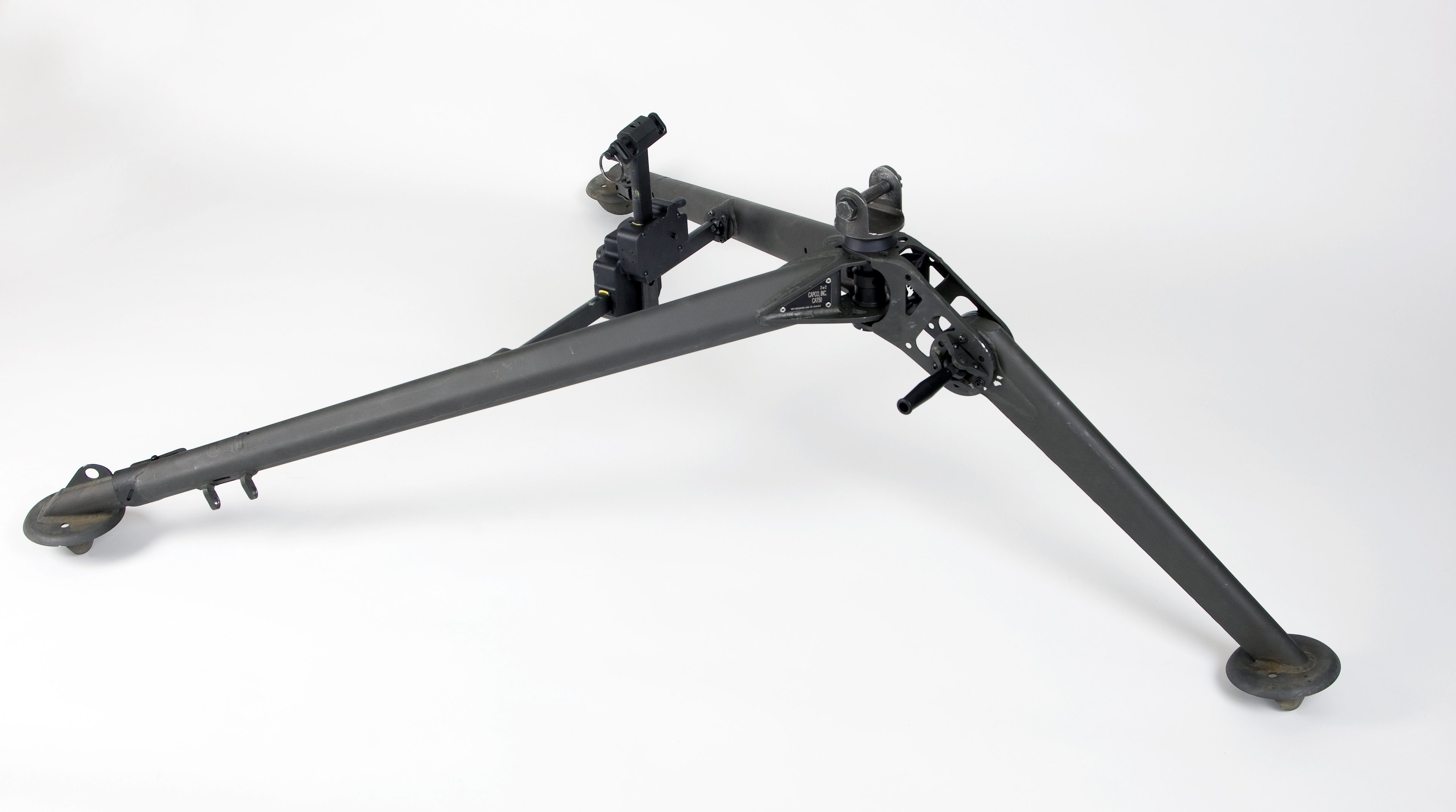
En XM205 tripod för en tung kulspruta eller granatspruta.
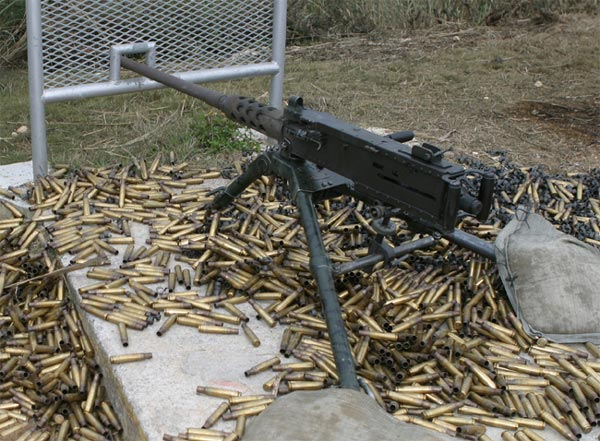
En M2 Browning-kulspruta monterad på en tripod.